# Бервартштайн (замок)
Бервартштайн (нем. Burg Berwartstein) — средневековый замок на юге Пфальцского леса, в немецкой части горного массива Вазгау в коммуне Эрленбах-Дан в земле Рейнланд-Пфальц, Германия. Замок был перестроен в 1890-х годах (через 300 лет после разрушительного пожара вызванного ударом молнии) и является единственным в Вазгау, который до сих пор остаётся обитаемым.
Близлежащее укрепление (бывший форбург замка) под названием «Маленькая Франция» ранее был частью комплекса Бервартштайн.

## Расположение
Бервартштайн находится на высоте около 280 метров над уровнем моря на вершине холма к югу от муниципалитета Эрленбах-Дан. Замок возвышается над долиной реки Эрленбах.
На расстоянии 402 метров к югу от основного замка находится форбург (укрепление «Маленькая Франция»), который должен был стать первым серьёзным препятствием на пути тех, кто попытался бы захватить цитадель.
Преимущество замка для туристов в том, что к нему можно добраться не только пешком, но и на автомобиле. Около Бервартштайна создана большая парковка.
Рядом с Бервартштайном находятся сразу несколько других замков: Драхенфельс (разрушен в 1523 году из-за мятежного рыцаря Франца фон Зикингена), группа замков Альтдан — Графендан — Танштайн примерно в 5 км к северо-западу. А также замок Линдельбрюн (примерно в 6 км к северо-востоку) и руины крепостей Вегельнбург, Хоэнбург, Лёвенштайн и Фленкнштайн (все на территории Франции) примерно в 10-12 километрах от Бервартштайна.

## История

### Ранний период
Бервартштайн впервые упоминается в 1152 году в документе, которым император Фридрих I Барбаросса передаёт крепость как ленное владение епископу Шпайера Гюнтеру фон Ханнебергу. В связи с этим можно считать, что замок существовал ранее, и первоначально принадлежал правителям династии Гогенштауфенов, имевших родовые владения на юго-западе германских земель.
В XIII веке появилась дворянская семья, названная как и замок. Роду фон Берверштейн было доверено управление замком в качестве вассалов епархии Шпейера.
В 1314 году власти эльзасских городов Страсбург и Хагенау обвинили владельцев замка в грабительских нападениях. После этого нанятые городами солдаты и ополчение осадили Берверштайн, захватили его и разрушили. После того замок был восстановлен и остался резиденцией семьи фон Берверштайн, пока этот род не пресёкся по мужской линии в 1345 году.

### Монастырь и новые владельцы
Новыми владельцами замка стали семьи фон Вайнгартен и фон Дюркхайм. Неожиданным образом от них Берверштайн перешёл в 1347 году во владение бенедиктинского ордена. Новообразованный монастырь входил в епархию аббатства Висамбура. Более чем через сто лет, в 1453 году, монастырь перешёл под покровительство курфюрста Пфальца. При этом специально оговаривалось, что в случае войны курфюрст имеет право использовать монастырь в качестве крепости.

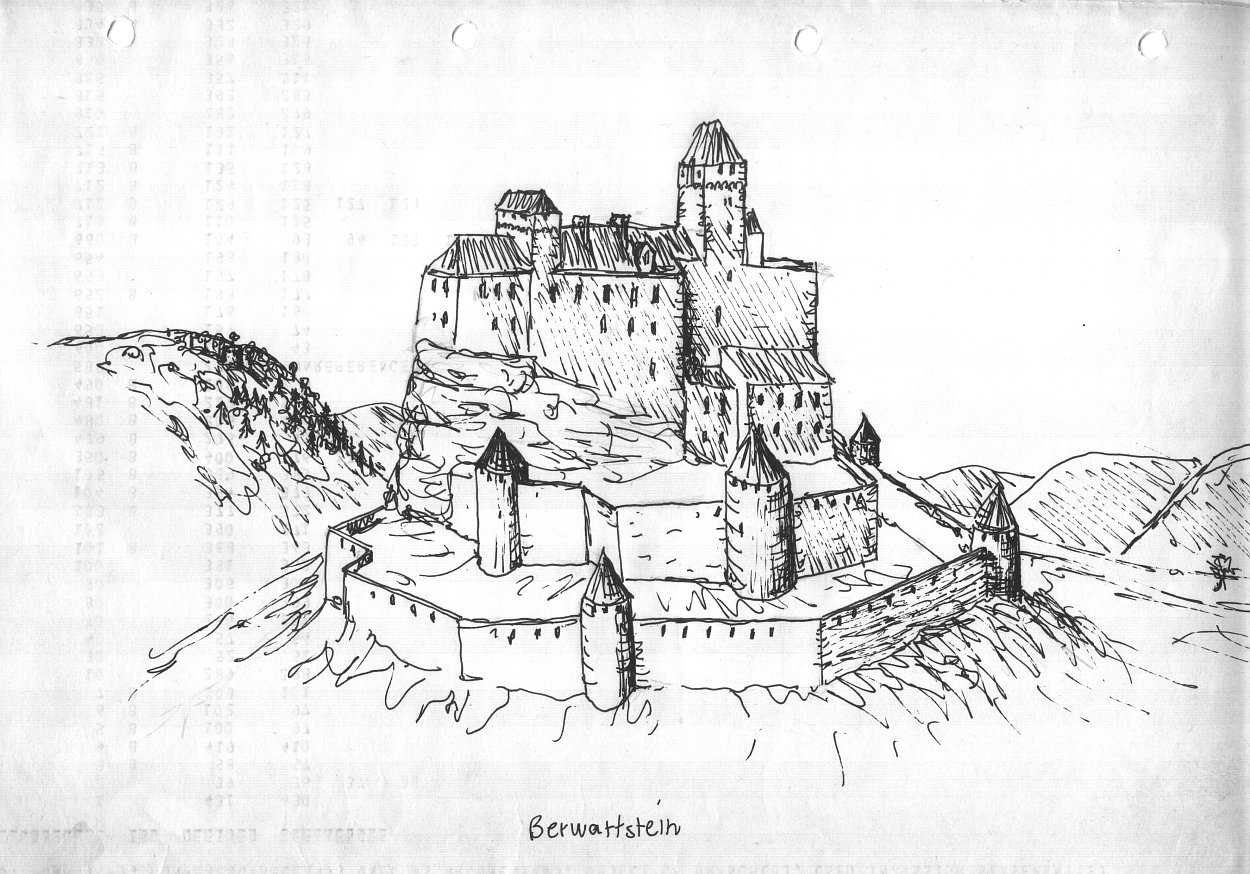
Замок в эпоху расцвета. Реконструкция на современном рисунке

В 1480 году, несмотря на протесты монастырской братии, которая продолжала считать себя собственником замка, курфюрст Филипп Пфальцский передал крепость в управление своему маршалу Хансу фон Трота. Это объяснялось необходимостью усилить оборонительные возможности Бервартштайна. Под управлением маршала фортификационные сооружения замка оказались модернизированы. В 1484 году новый владелец построил мощный барбикан с 14-метровой башней, а к югу от него дополнительное укрепление (форбург), который позже получил в народе название «Маленькая Франция». С той поры замок считался неприступным.
Вскоре курфюрст определил Бервартшатйн как наследуемый феод, принадлежащий Хансу фон Трота. Лидеры епархии Висамбура были в ярости от этого решения. Они решили в отместку построить дамбу и лишить лежащий ниже по течению на расстоянии 8 км города Вайсенбург воды. Люди курфюрста разрушили плотины, но это вызвало сильное наводнение в Вайсенбурге.
В это время монахи обратились напрямую к папе Иннокентию VIII с просьбой помочь избавиться от Ханса фон Трота. На рыцаря наложили анафему. Но окончательное решение вопроса затянулось на долгие годы. Иннокентия VIII сменил папа Александр VI. Наконец в 1499, спустя 14 лет после начала так называемой Водной вражды, в дело вмешался император Священной Римской империи Максимилиан I. Он встал на сторону церкви и пытался наложить некоторые санкции на курфюрста. Однако рыцари не покинули замок. И Ханс фон Трота оставался его фактическим владельцем до самой смерти в 1503 году. А два года спустя церковные власти смирились с утратой Бервенрштайна как монастыря и санкции были отменены.
Рыцарь Ханс фон Трота вошёл в местные легенды. События, сопровождавшие Водную вражду, изображены на картинах в Рыцарском зале замка.

### Разрушение и частичное восстановление
В 1545 году Кристоф фон Трота, сын Ханса фон Трота, умер, не оставив потомков мужского пола. Тогда его зять Фридрих фон Флекенштайн вступил во владение замком. В 1591 году после удара молнии в Бервартштайне начался сильный пожар. В итоге замок превратился в руины.
Форбург «Маленькая Франция» был значительно повреждён в XVII веке. Сначала в ходе Тридцатилетней войне, а затем в Войне Аугсбургской лиги.
В последующие века Бервартштейн несколько раз переходил из рук в руки, но серьёзных ремонтных работ не последовало.

### XIX и XX века
В 1893 году руины стали собственностью Теодора фон Багински (1845–1929). Новый владелец начал проводить активные восстановительные работы. Замок был отреставрирован и расширен. Правда, его облик с той поры слабо соответствовал средневековому оригиналу. Кроме того часть сооружений осталась в руинированном виде.
Теодор фон Багински поселился в Бервартштайне и проживал здесь около двух лет вплоть до своей смерти в 1899 году.

## Описание замка
Замок расположен в гористой местности. Поэтому значительная часть внутренних пространств (лестницы, коридоры и складские помещения) вырублена в скальной породе. В замке Бервартштайн эти помещения представляют из себя сложную систему ходов и переходов, которые пронзают крупную скалу Обербург. Считается, что ранее существовал подземный ход от форбурга, который находится в 400 метрах от основного замка.
По сравнению с соседними замками, Бервартштайн на первый взгляд выглядит прекрасно сохранившейся крепостью. Однако главные здания не имеют отношения к первоначальному каменному замку и построены в 1890-х годах. Правда, в виде фрагментов сохранилась часть оригинальных построек. Например, осталась южная стена рыцарского зала, где легко помещалось 150 человек. Ещё в Средние века был предусмотрен специальный лифт, с помощью которого рыцарями опускали еду и напитки из расположенной на верхнем этаже кухни.
Интерес представляет замковый колодец, чья глубина ранее достигала 104 метров.

## Современное состояние
Частично восстановленный замок до сих пор находится в частной собственности и до сих пор служит местом проживания. Рыцарский зал замка используется как ресторан и открыт для свободного доступа.
В 2005 году начались восстановительные работы в форбурге «Маленькая Франция».

## Галерея

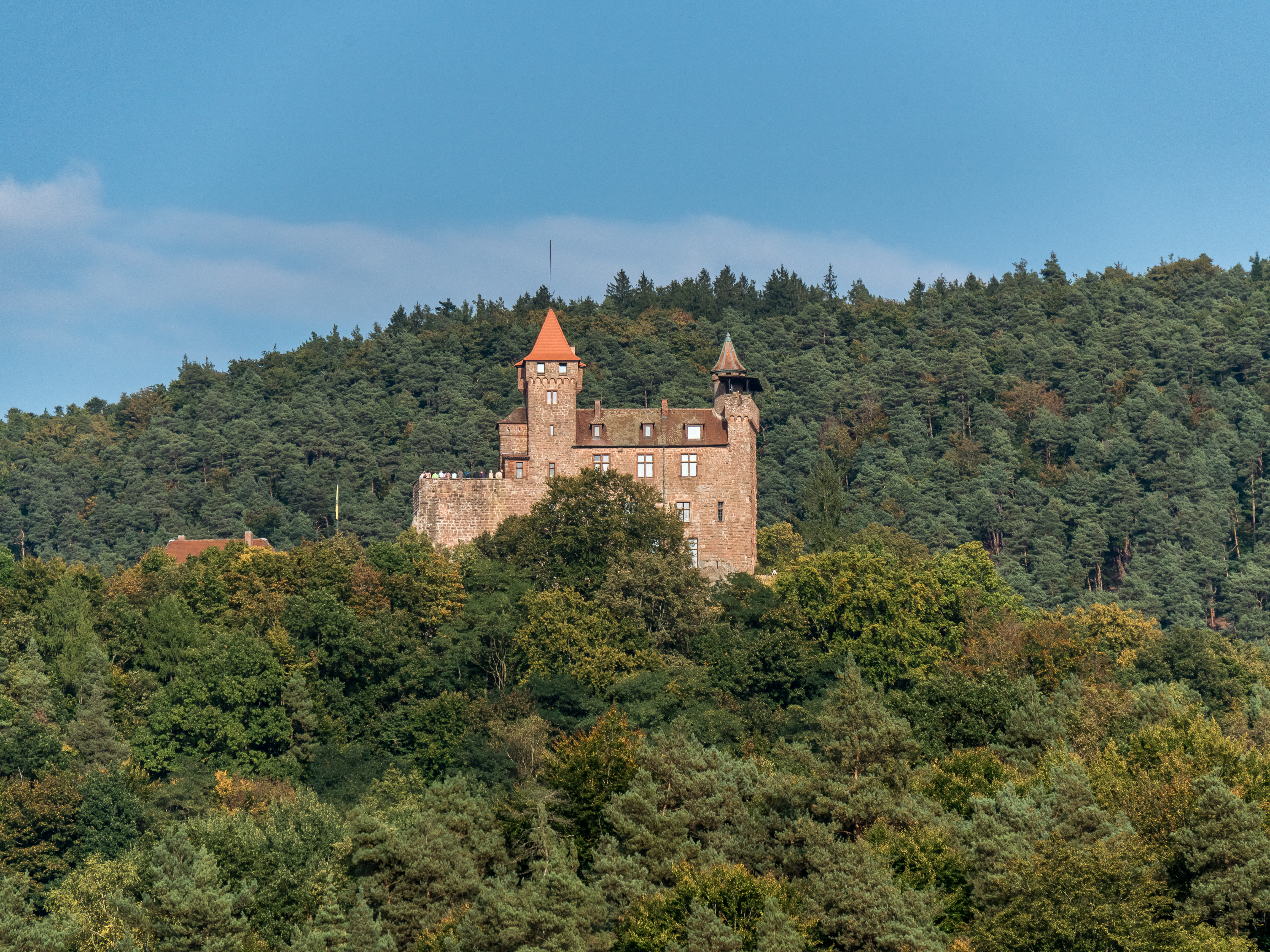
Вид замка со стороны долины
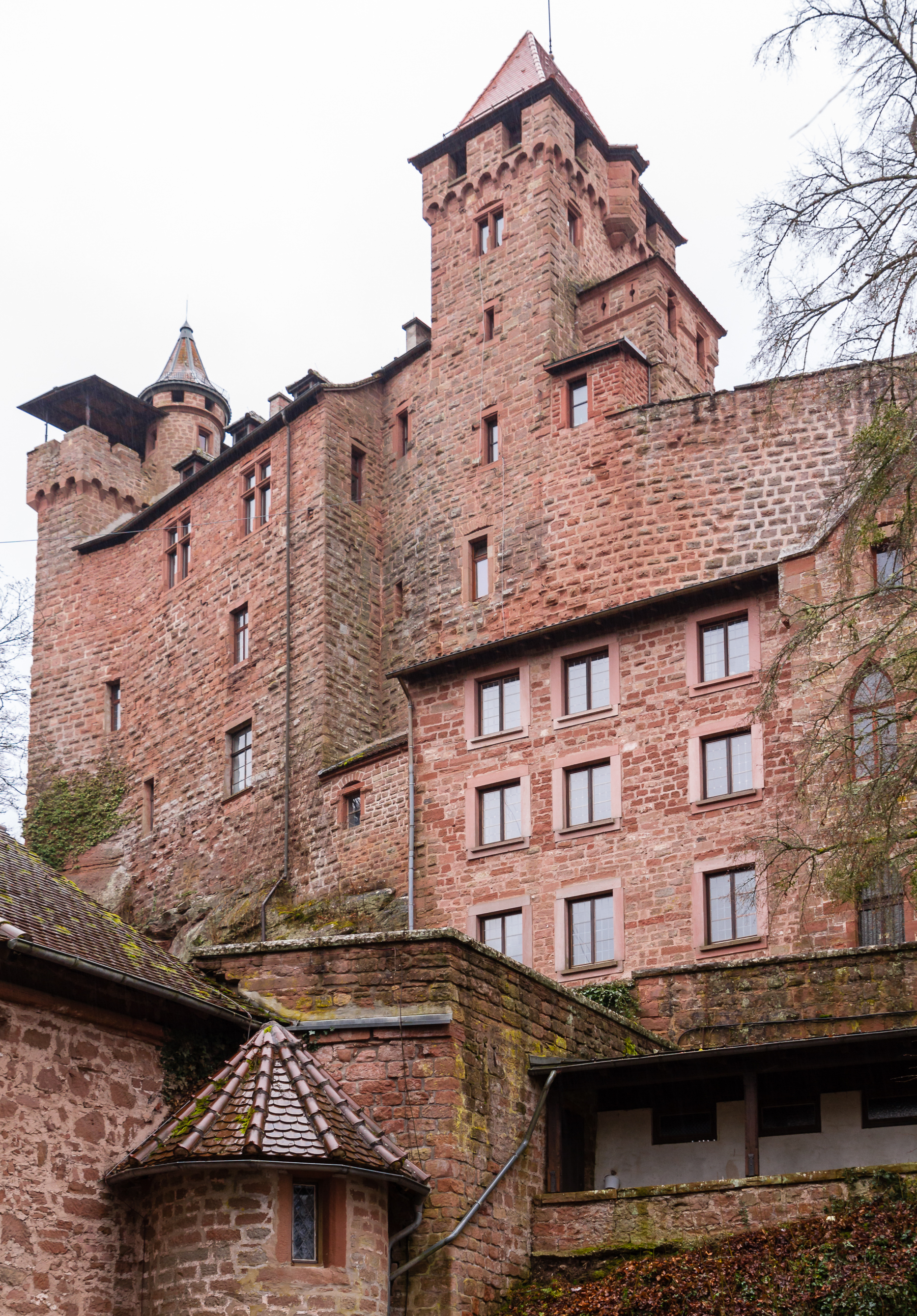
Главное здание
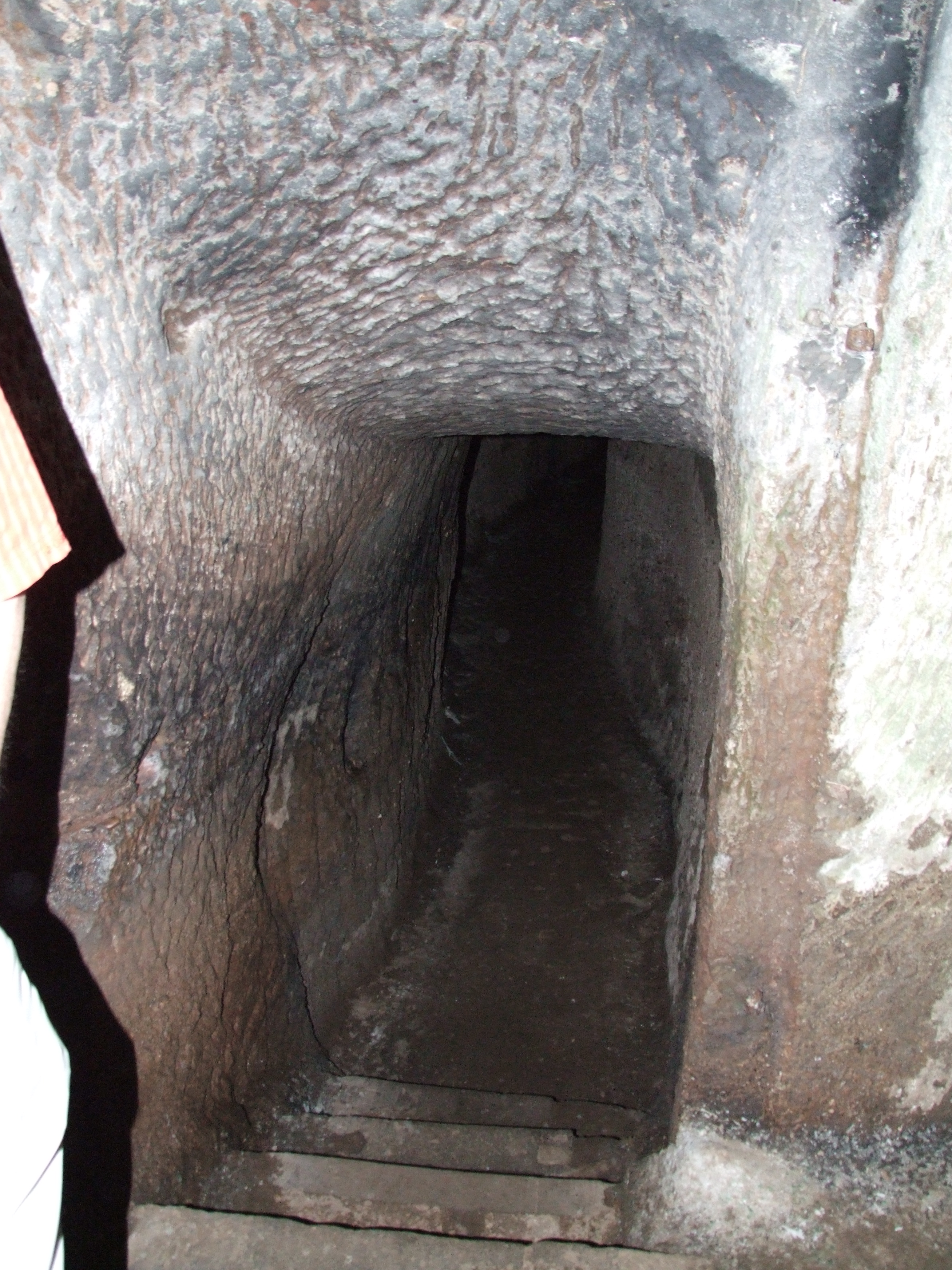
Один из выдолбленных в скале проходов замка
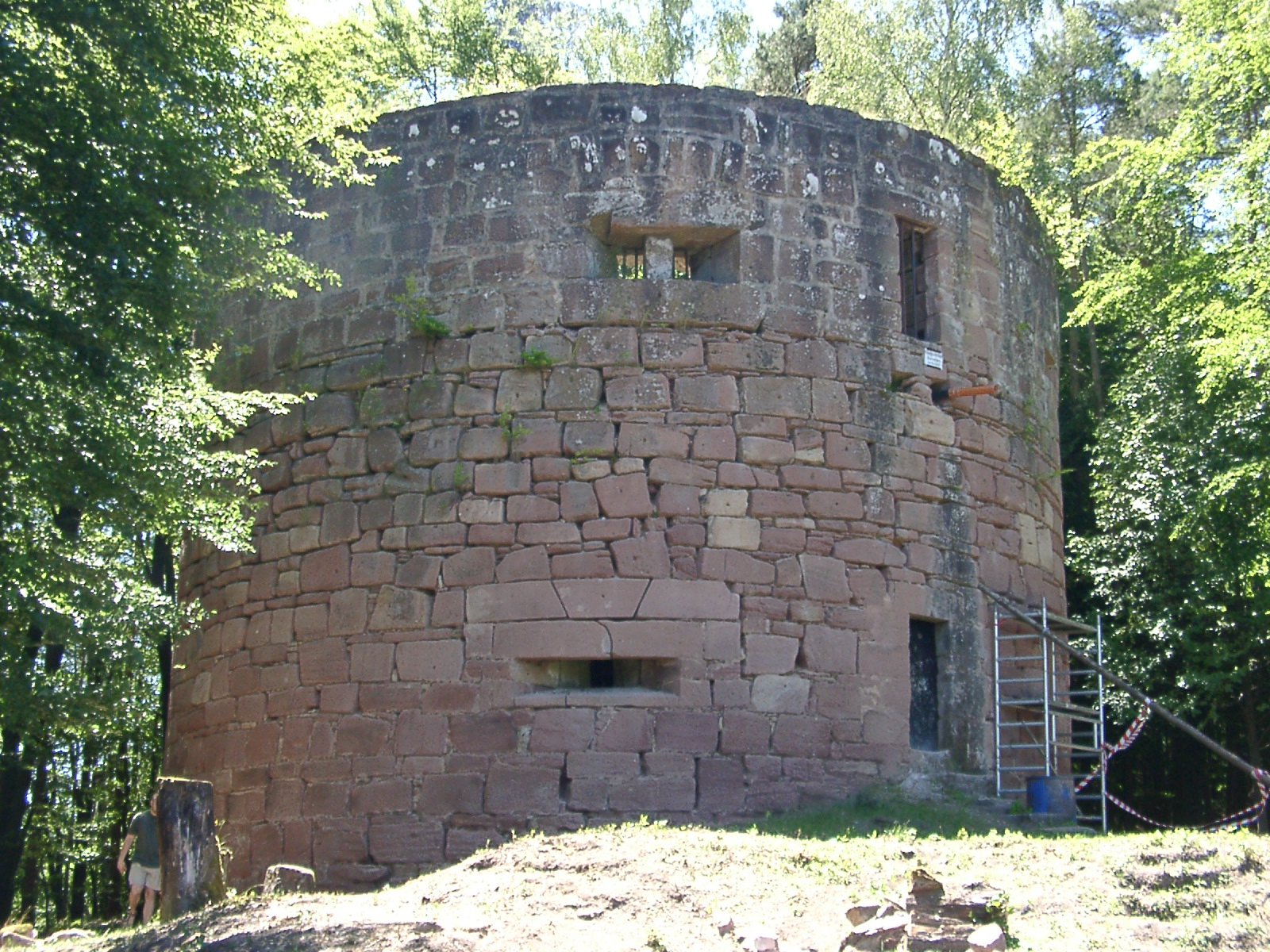
Форбург «Маленькая Франция»
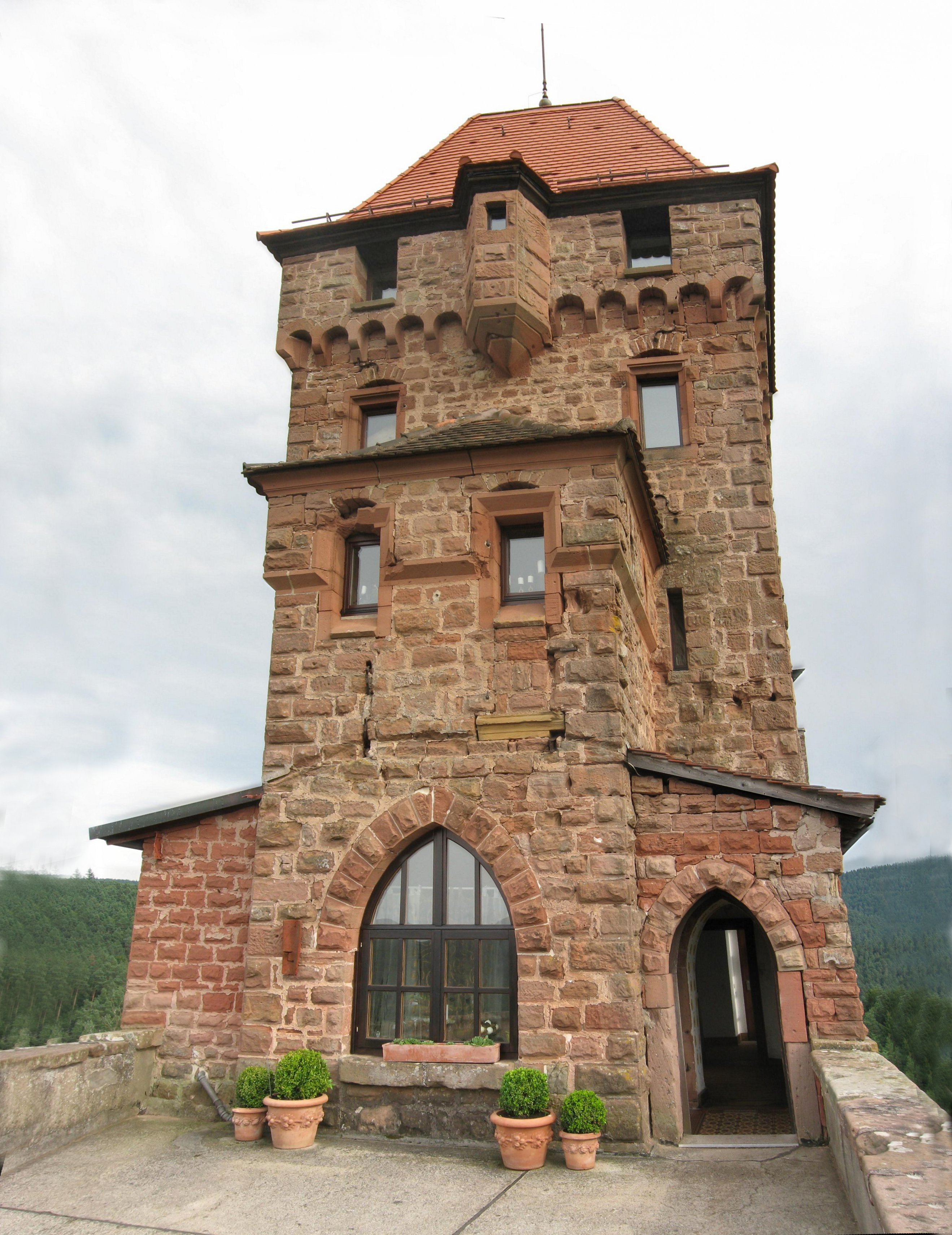
Главная башня замка